# Batalla de Beit Hanun
La batalla de Beit Hanun fue enfrentamiento armado que comenzó el 27 de octubre de 2023 durante la invasión israelí de la Franja de Gaza. El 18 de diciembre de 2023, las Fuerzas de Defensa de Israel (FDI) informaron que tenían el control total de Beit Hanoun y habían destruido el batallón Beit Hanoun de Hamás.  Sin embargo, los enfrentamientos continuaron en la localidad. Las fuerzas israelíes se retiraron de la ciudad el 24 de diciembre. Posteriormente, algunos militantes palestinos se infiltraron nuevamente en la ciudad y llevaron a cabo ataques contra las fuerzas israelíes al este.

## Batalla
El 27 de octubre, Hamás declaró que su ala militar se estaba enfrentando a las fuerzas israelíes en Beit Hanun, en el norte de Gaza, con "enfrentamientos violentos". Fuentes palestinas afirmaron que las FDI habían llevado a cabo «una incursión muy limitada» en las afueras de Beit Hanun durante la noche. El mismo día, Hamás dijo que habían «frustrado una incursión terrestre israelí en Beit Hanun».
El 31 de octubre, las fuerzas israelíes afirmaron haber avanzado hacia las afueras de Beit Hanun para llevar a cabo operaciones de limpieza, en un intento de sitiar la ciudad de Gaza.
El 1 de noviembre, Hamás dijo que había destruido varios tanques y vehículos blindados israelíes, incluidos al menos cuatro tanques israelíes Merkava que utilizaban armas antitanques Yasin-105 en Beit Hanun. Las Brigadas Al-Qassam también afirmaron haber bombardeado una reunión de soldados de las FDI cerca de la localidad utilizando un dron cuadricóptero. Al día siguiente, fuentes pro-palestinas informaron que las fuerzas israelíes estaban avanzando desde el este y el sur como parte de un esfuerzo por rodear y avanzar hacia Beit Hanun.
El 4 de noviembre, las FDI continuaron su avance. Los enfrentamientos tuvieron lugar en la calle al-Karameh, la principal calle norte-sur de la ciudad. Las Brigadas al-Qassam publicaron imágenes de sus militantes maniobrando a través de sistemas de túneles y atacando a las fuerzas israelíes con diversas armas. El 9 de noviembre, la destrucción había llegado a ser tan extensa y grave que la ciudad fue descrito como «no sólo muerto, sino que ya no existe».
El 11 de noviembre, las FDI anunciaron que cuatro soldados israelíes murieron en un túnel con trampas explosivas, mientras que otro murió en batallas en el norte. Las FDI afirmaron haber avanzado más allá de Beit Hanun el 12 de noviembre o antes, y publicaron un vídeo que mostraba a la Brigada Harel de las FDI operando al sur de la localidad. Los combatientes de Hamás continúan atacando a las FDI más allá de la línea de avance de las FDI. Las Brigadas Al-Qassam dijeron que detonaron un dispositivo explosivo improvisado (IED) antipersonal dirigido a las fuerzas de las FDI que se refugiaban en una casa en Beit Hanun. El 15 de noviembre, Hamás anunció que había destruido cuatro vehículos israelíes con granadas propulsadas por cohetes Yasin 105.
El 18 de diciembre de 2023, las FDI afirmaron haber tomado el control total de la ciudad y destruido el batallón Beit Hanoun de Hamás. El 20 de diciembre, Israel pasó a mantener operaciones limitadas dentro de la zona, mientras Hamás seguía lanzando ataques contra las fuerzas israelíes con armas pequeñas, incluidos ataques desde vehículos.
El 24 de diciembre, las fuerzas israelíes se retiraron de Beit Hanoun en medio de intensos combates con grupos militantes palestinos. Los civiles que regresaron a las ruinas de la ciudad informaron que no había vehículos a la vista. Las fuerzas israelíes continuaban bombardeando la ciudad. Según informaron los antiguos residentes de la localidad que regresaron a los restos de la ciudad después de que las fuerzas israelíes se retiraron de ella. La destrucción había abarcado toda la ciudad, y los residentes dijeron que «todas las estructuras fueron destruidas» y describieron la mayor parte de Beit Hanoun como «arrasada hasta los cimientos». El 26 de diciembre, Hamás atacó a las fuerzas israelíes que llevaban a cabo operaciones de detención con un artefacto explosivo improvisado.
El 15 de enero de 2024, las Brigadas Al-Quds dispararon una andanada de cohetes desde Beit Hanoun hacia el sur de Israel, mientras militantes palestinos comenzaban a infiltrarse en zonas que habían sido previamente despejadas por las FDI en el norte de Gaza.
El 9 de marzo, el Batallón Netzah Yuhda (143.ª División) de la Brigada Kfir de las FDI operó en Beit Hanoun atacanco a combatientes palestinos que habían regresado desde la retirada anterior de las FDI.
El 4 de abril, la 7643.ª Brigada Gefen (División de Gaza) de las FDI y el Batallón Netzah Yehuda (900.ª Brigada Kfir, de la 99.ª División de Reserva) continuaron la limpieza de la localidad gazatí y anunciaron la muerte de un comandante de una compañía de Hamás.
El 31 de mayo, las FDI se retiraron finalmente de Beit Hanoun y de todas las zonas del norte de Gaza tras la batalla de 20 días de Jabalia.